# Jelena Janković
Jelena Janković (sr. Јелена Јанковић, Beograd, 28. veljače 1985.) umirovljena je srbijanska tenisačica.

## Životopis
Prve teniske korake Jelena je napravila u TK Crvena zvezda iz Beograda. Kao devetogodišnjakinja upisala se u tenisku akademiju Nicka Bollettierija. 2001. godine, kao juniorka, osvaja Australian Open. Od tada počinje njena profesionalna karijera. Svoj talent pokazala je već 2004. godine u prvom kolu Australian Opena kada je zabilježila prvu pobjedu nad nekom Top 10 igračicom. Jelena je bila bolja od imenjakinje Dementijeve s uvjerljivih 6:1 i 6:4. Iste godine osvaja i svoj prvi WTA turnir. Bilo je to u Budimpešti gdje je u finalu bila bolja od Martine Sucha. Do kraja godine se sjajnim rezultatima spustila na 28. mjesto WTA liste.
Sjajnu igru pokazivala je i u 2005. godini. Igrala je finala Dubaija, Birminghama i Seoula gdje je tijesno gubila od Lindsay Davenport, Marije Šarapove i Nicole Vaidišove. 2005. godinu završava kao 22. igračica svijeta.
Loš start imala je u 2006. godini. Izgubila je 10 mečeva za redom u prvim kolima. Prvu pobjedu zabilježila je tek početkom svibnja. Do kraja godine njena igra se malo popravila, ali nije imala značajnijih rezultata. Zato je sjajno otvorila 2007. godinu. Osvojila je turnir u Aucklandu, svoj drugi po redu. U finalu je bila bolja od Ruskinje Vjere Zvonarjeve s 2:1 u setovima. Već na sljedećem turniru izborila je finale. Redom su pobjeđivane Martina Hingis, Samantha Stosur, Amelie Mauresmo i Nicole Vaidišová da bi njen niz od 9 uzastopnih pobjeda tek u finalu zaustavila Belgijanka Kim Clijsters. Polufinale Dubaija koje je morala zbog ozljede predati Francuskinji Mauresmo dovelo ju je do 9. mjesta WTA liste. Odličnu igru nastavila i na turniru Charlestonu gdje je 15. travnja došla do trećeg naslova u karijeri, pobijedivši u finalu Ruskinju Dinaru Safinu. Nakon turnira u Berlinu, gdje je igrala četvrtfinale popela se na peto mjesto WTA ljestvice što joj je dotad najbolji ranking u karijeri. Na turniru u Rimu, kao treća nositeljica, dolazi do svog četvrtog naslova u karijeri svladavši u finalu vrlo lako drugu nositeljicu Svjetlanu Kuznjecovu s 2:0 u setovima. To joj je bio prvi osvojeni turnir iz Tier I serije. Ovim rezultatom poboljšava plasman za još jedno mjesto na WTA ljestvici. 
Drugi najbolji rezultat dosadašnje karijere što se tiče nastupa na Grand Slam turnirima, Jelena je ostvarila u Roland Garrosu gdje se plasirala u polufinale (isto je izborila na US Openu 2006. godine). U susretu u kojem su se sastale prva igračica svijeta na WTA entry listi, Justine Henin, i prva igračica svijeta na WTA race listi, Jelena, slavila je Belgijka s uvjerljivih 6:2 i 6:2, no to nimalo ne umanjuje Jelenin izvrstan rezultat na ovom turniru. Belgijka je ovom pobjedom spriječila prvo "srpsko finale" na WTA turnirima uopće, pošto se nešto prije u finale plasirala Jelenina sunarodnjakinja Ana Ivanović. Ovim rezultatom Jelena je opet poboljšala najbolji ranking karijere, pa je od tog trenutka bila 3. igračica svijeta.

## Osvojeni turniri

### Pojedinačno (4)
| Legenda           |
| Grand Slam (0)    |
| WTA prvenstva (0) |
| Tier I (1)        |
| Tier II (1)       |
| Tier III (0)      |
| Tier IV i V (2)   |

| Br. | Nadnevak          | Turnir     | Suparnica u finalu   | Rezultat         |
| 1.  | 2. svibnja 2004.  | Budimpešta | Martina Suchá        | 7-6(4), 6-3      |
| 2.  | 6. siječnja 2007. | Auckland   | Vjera Zvonarjeva     | 7-6(9), 5-7, 6-3 |
| 3.  | 15. travnja 2007. | Charleston | Dinara Safina        | 6-2, 6-2         |
| 4.  | 20. svibnja 2007. | Rim        | Svjetlana Kuznjecova | 7:5 6:1          |

### Parovi (1)
| Br. | Nadnevak         | Turnir     | Partnerica | Suparnice u finalu        | Rezultat |
| 1.  | 18. lipnja 2006. | Birmingham | Na Li      | Jill Craybas Liezel Huber | 6-2 6-4  |

## Nastupi na Grand Slamovima
| Grand Slam      | 2003. | 2004. | 2005. | 2006. | 2007. | Naslovi |
| Australian Open | 2k    | 2k    | 2k    | 2k    | 4k    | 0       |
| Roland Garros   | -     | 1k    | 1k    | 3k    | ½F    | 0       |
| Wimbledon       | -     | 1k    | 3k    | 4k    |       | 0       |
| US Open         | -     | 2k    | 3k    | ½F    |       | 0       |

## Vanjske poveznice
- WTA profil  Arhivirana inačica izvorne stranice od 20. ožujka 2007. (Wayback Machine)